# Lissodoryctes zurquiensis
Lissodoryctes zurquiensis är en stekelart som beskrevs av Marsh 2002. Lissodoryctes zurquiensis ingår i släktet Lissodoryctes och familjen bracksteklar. Inga underarter finns listade i Catalogue of Life.